# Orfne
Orfne é uma personagem da Mitologia Greco-Romana.

## História
Ninfa dos Infernos. Filha de Aqueronte e mãe de Ascálafo.